# Sarysu
Sarysu (ros. Сарысу́) – rzeka w środkowym Kazachstanie. Jej długość wynosi do 761 km (zmienna, zależna od przebiegu koryta), powierzchnia zlewni 81,6 tys. km², średni przepływ 7,3 m³/s (w środkowym biegu). Maksimum w kwietniu, w górnym biegu trwa do połowy maja.
Sarysu powstaje z połączenia rzek Żaksy Sarysy i Żaman Sarysy, wypływających w niskich górach Bugyły i Aktau w środkowej części Pogórza Kazachskiego, na wysokości 700–900 m n.p.m. Płynie wąską doliną na południowy zachód i wypływa na zachodni skraj pustynnej równiny Betpakdała, gdzie jej dolina się poszerza i tworzy stożek napływowy. Uchodzi do wysychającego słonego jeziora Telyköl. Największy dopływ to Karakenggyr. W górnym i dolnym biegu oraz na odcinkach środkowego biegu wysycha w okresie od lipca do stycznia. Woda Sarysu jest silnie zmineralizowana: od 0,45–0,75 g/l przy wysokim stanie wody do 5,5 g/l przy niskim. Wody rzeki wykorzystuje się w celach przemysłowych i do nawadniania.
Rzeka Sarysu wraz z rzekami Irgiz, Turgaj i Czu tworzyła niegdyś pełny układ rzeczny uchodzący do Syr-darii, a nawet samodzielnie do Jeziora Aralskiego. W miarę obniżania się wilgotności klimatu, tektonicznego unoszenia terenu i rozwoju ludzkiej gospodarki rozległe zlewisko Jeziora Aralskiego rozpadło się na wiele niezależnych małych układów rzecznych.